# 朱莉娅·兰巴尔迪
朱莉娅·兰巴尔迪（義大利語：Giulia Rambaldi，1986年11月11日—），意大利女子水球运动员。她曾代表意大利国家队参加2012年夏季奥林匹克运动会水球比赛，结果获得第七名。